# Северин, Сергей Евгеньевич
Серге́й Евге́ньевич Севери́н (21 декабря 1901, Москва — 15 августа 1993, Москва) — советский биохимик, Герой Социалистического Труда, академик РАН (1968), академик РАМН (1948), лауреат Ленинской премии (1982).

## Биография
Родился в 1901 году в Москве в благополучной семье управляющего компанией «Эмиль Циндель» Северин Евгения Павловича (1869—1928) и Ольги Яковлевны, в девичестве Шкотт. Был четвёртым из шести детей. Основы образования получил в казённой гимназии. Уже в тот период он проявлял независимость характера и желание решать финансовые трудности самостоятельно, свободное время посвящая репетиторству. Северин брал уроки актёрского мастерства в школе-студии МХАТ, что помогло впоследствии стать блестящим лектором.
В 1918 году Северин окончил гимназию и поступил одновременно на два факультета Московского государственного университета: историко-филологический и медицинский. С тех пор всю жизнь он был теснейшим образом связан с Московским университетом: полжизни на Моховой (1918—1954), полжизни — на Ленинских горах (1954—1993). Уже через несколько месяцев Северин понял, что всерьёз учиться одновременно на двух факультетах он не может, и в декабре 1918 года выбрал изучение анатомии на медицинском факультете. Причём второй курс обучения прошёл дважды, чтобы расширить круг изучаемых дисциплин.
В 1920 году женился на Варе Кафиевой, студентке медицинского факультета МГУ.
В 1920—1921 гг. произошло знакомство с профессором кафедры биологической химии медицинского факультета В. С. Гулевичем, который ввёл Северина в науку и сформировал как незаурядного исследователя, делясь научными знаниями и актуальными проблемами. Лаборатория Гулевича оказалась для Северина первым научным коллективом.

### Научная работа
По окончании МГУ в 1924 г. Северин стал аспирантом кафедры биологической химии, работая над темой «Химический состав и свойства крови при различных пищевых режимах».
Ещё до завершения аспирантуры его принимают в только что организованную физиологическую лабораторию профессора И. П. Разенкова в Институте профессиональных заболеваний им. В. А. Обуха. В 1927 г. совместно с Разенковым Северин опубликовал свою первую научную работу, посвящённую карнозину.
Не остались без внимания научной общественности исследования Северина, посвящённые дыхательной функции крови. В 1931 г. ему поручили организовать биохимическую лабораторию при Институте гематологии и переливания крови, которую он возглавлял до 1951 г. В тот же период он организовал кафедру физической и биологической химии в III Московском медицинском институте (руководителем которой был до 1941 г.). Биохимические исследования крови принесли пользу во время Великой Отечественной войны: были разработаны условия консервации крови для хранения.
В конце 1930-х гг. С. Е. Северин стал сначала секретарём, а затем — членом правления Московского физиологического общества.
В 1939 г. Учёный совет биологического факультета организовал кафедру биохимии животных МГУ и утвердил заведующим кафедрой Северина. В связи с широтой охвата научных проблем и проводимых исследований в 1973 г. она была переименована в кафедру биохимии. В 1976 г. на базе новой кафедры была организована лаборатория химии ферментов, где проводились исследования в области молекулярной биоэнергетики, клеточного метаболизма, биотехнологии природных соединений. Сотрудники изучали биологическую активность карнозина и янтарной кислоты, ферменты синтеза ацетилхолина, регуляторные белки мышц, работу актомиозиновой и миозиновой АТФаз и многое другое.
Во время Великой Отечественной войны Северин руководил лабораторией, занимающейся синтезом фармакологических соединений. По инициативе Северина и под его руководством осуществлялись различные санитарно-гигиенические мероприятия по профилактике профзаболеваний. Особую значимость приобрели его исследования по проблемам консервирования крови. Широко использовалась разработанная им рецептура для увеличения сроков хранения донорской крови.
В 1941 году, в период эвакуации, кафедра биохимии в ИГМИ (Ижевск) была возглавлена одним из ведущих биохимиков страны, доктором медицинских наук, академиком АН и АМН СССР Сергеем Евгеньевичем Севериным.
В 1945 г. Северин избран членом-корреспондентом, затем — действительным членом, а также академиком-секретарём медико-биологического отделения Академии медицинских наук (1948). После этого С. Е. Северин возглавил академическое научное подразделение и создал лаборатории биохимии при Институте экспериментальной биологии, Институте фармакологии и химиотерапии АМН СССР.
В 1968 г. избран академиком АН СССР по специальности «биохимия» и президентом Всесоюзного биохимического общества. В 1969 г. открыл научную лабораторию при Институте органической химии им. Н. Д. Зелинского и в составе Института биохимии им. А. Н. Баха. Северин стоял у истоков нескольких научных лабораторий, некоторые из них существовали одновременно, но его сотрудники всегда чувствовали себя единым коллективом и сплочённой командой.
В 1955 г. был выбран главным редактором журнала «Вопросы медицинской химии», в 1967 г. возглавил журнал «Биохимия». Входил в состав редколлегий «Успехов современной биологии», «Excerpta Medica», «Oxidative Communications», «Biochemistry International», «Life Chemistry Reports».
Скончался 15 августа 1993 г. в Москве. Похоронен на Введенском кладбище (4 уч.).

#### Исследование карнозина
Северин на протяжении всей жизни не терял интереса к проблеме биологической роли карнозина, поставленной ещё его учителем В. С. Гулевичем. Первая научная статья Северина была посвящена карнозину. И последняя его работа, опубликованная при жизни, также посвящена этому соединению.
Карнозин представляет собой природный инструмент защиты клеток от поломок, возникающих в ходе жизнедеятельности. Длительность успешной жизни клетки зависит от наличия в ней этого вещества, которое защищает её от окислительных повреждений. Оказалось, что содержание карнозина в тканях коррелирует с биологической длительностью жизни — чем больше содержание этого вещества, тем успешнее организм противодействует старческим изменениям.
Факт того, что добавление карнозина приводит к устранению утомления мышц при сокращении, получил название «феномен Северина». После описания этого феномена в журнале «Доклады Академии наук СССР» (1953) Северин был приглашён выступить с сообщениями на Международных биохимических конгрессах в Брюсселе и Москве (1957 и 1961), на Симпозиуме по мышечной биохимии в Праге, прочитать лекцию на Международном химическом конгрессе в Нью-Йорке (1964).
В настоящее время полностью подтверждена гипотеза Северина о защитной роли карнозина и его производных при функционировании возбудимых клеток.

## Педагогическая деятельность
Научная работа Северина в 1930-е годы оказалась весьма многоплановой. Ещё в 1929 г. он принял предложение стать доцентом, а затем — профессором (1931) кафедры физиологии животных МГУ. Организовал биохимический практикум, вёл исследования, ежегодно читал годовой курс лекций по биологической химии на биологическом факультете МГУ. Он не имел постоянных конспектов, готовился к лекции каждый раз, освещал современные научные новости. Интересное изложение и убедительность речи привлекали студентов других специальностей, также многие слушали курс по несколько раз.

## Общественная деятельность
В 1947—1950 гг. был выбран депутатом Московского областного и районного Советов, в 1950—1953 гг. — депутатом Молотовского районного Совета г. Москвы. Будучи ответственным и организованным человеком, Северин принимал посетителей с жалобами и просьбами, выполнял бумажную работу.
В конце 1940-х годов для биологической науки в СССР наступили тяжёлые времена. Биологическая наука развивалась под знаком научных идей Т. Д. Лысенко, которые обернулись расправой с генетикой и другими современными областями биологии. В такой критической для науки атмосфере Северин, избранный академиком-секретарём медико-биологического отделения АН СССР, должен был защищать тех учёных, чьи труды шли вразрез с точкой зрения, провозглашаемой Т. Д. Лысенко и его окружением. Северин сохранил от разгрома отечественную биохимическую науку и многих учёных персонально. Он защищал каждое разумное проявление научного творчества, каждого специалиста, желающего мыслить неординарно.

## Почести и награды
За работы в области биохимического исследования крови в 1945 г. С. Е. Северину была присвоена первая правительственная награда — Орден Трудового Красного Знамени. Затем он был награждён 4 орденами Ленина (1955, 1961, 1971, 23.01.1980), орденом Октябрьской Революции (1975), медалями.
В 1970 г. он был избран иностранным членом Польской Академии наук, в 1971 г. — иностранным членом Немецкой Академии естествоиспытателей Леопольдина. В том же году ему было присвоено звание Героя Социалистического Труда. В 1982 г. Северину была присуждена Ленинская премия за достижения в исследовании особенностей метаболизма и функций скелетной мускулатуры.

## Семья
В 1925 г. в семье Севериных родилась дочь Ирина, в 1934 г. — сын Евгений. Дети росли в творческой доброжелательной обстановке, оба выбрали науку. Ирина Сергеевна Северина (1925—2020) — доктор биологических наук, профессор Института биомедицинской химии РАН; Евгений Сергеевич Северин — доктор химических наук, член-корреспондент РАН, возглавлял Всероссийский научный центр молекулярной диагностики и лечения МЗСР РФ и заведовал кафедрой медицинской биохимии Московской медицинской Академии им. И. М. Сеченова. Продолжили семейные традиции и внуки: Сергей Евгеньевич Северин (мл.) — Директор Института медицинской экологии Департамента здравоохранения г. Москвы.

## Научные труды
- Синтез и утилизация богатых энергией фосфорных соединений в мышечной ткани при нормальных условиях и некоторых патологических состояниях // Усп. совр. биол. 1959. Т. 48. С. 123—135.
- Энергетический метаболизм в сердце и его нарушение при коронарной недостаточности // Кардиология. 1961. Т. 1. С. 3-13.
- Роль процессов анаэробного и окислительного фосфорилирования в защитной функции организма // Вестн. АМН СССР. 1962. Т. 17. С. 93-101.
- Биологическая роль природных дипептидов скелетной мускулатуры // Вестн. МГУ (сер. биол. почв.). 1972. № 1. С. 3-8
- Открытие карнозина и анзерина. Некоторые их свойства // Биохимия. 1992. Т. 57. С. 1285—1295.
- Биохимические основы жизни. М.: Знание, 1961. 47 с.
- Азотистые экстрактивные вещества мышц и их роль в мышечном обмене. М.: Изд-во Акад. наук СССР, 1955. 22 с.
- Взгляд на пройденный жизненный путь // Вопросы медицинской химии. 1971. Т. 17. В. 6
- Практикум по биохимии животных (1950, совм. с Н. П. Мешковой)
- Учебник физической и коллоидной химии (1941, совм. с П. П. Митрофановым)
- Практикум по биохимии (1979, совм. с Г. А. Соловьёвой)

## Память
В 2000 г. Российская Академия наук учредила ежегодные научные Северинские чтения. К этому мероприятию приурочен конкурс на лучшую научную биохимическую работу студентов МГУ им. М. В. Ломоносова.